# Власениця
Власениця (босн. Vlasenica, серб. Власеница) — місто на північному сході Боснії і Герцеговини, на території Республіки Сербської, у регіоні Бієліна, центр однойменної громади.

## Географія
Місто дістало назву від трави костриці (босн. vlasulja), яка росте в цій місцевості. Характерною рисою цієї місцини є високі і густі ліси, які поряд з іншими красотами та багатствами надають особливої чарівності Власениці. Зі своїм географічним положенням і висотою над рівнем моря 668 м вона входить до кола гірських містечок. Нерідко трапляється, що у верхній частині міста сніг затримується на 15 днів довше, ніж у нижній. Власениця примістилася в тій точці, де дорога, що веде з долини Дрини до Сараєва, розгалужується на дві, одна з яких простягається на південь до Хан-Пієсака, Соколаця і Східного Сараєва, а друга — в західному напрямку Кладань—Олово—Сараєво.

## Історія
Район Власениці постійно заселений із праісторичних часів до наших днів, про що серед іншого свідчить некрополь з курганами в місцевості Шошари (сьогоднішня громада Миличі).
У середньовіччі територія сучасної Власениці входила до складу середньовічної жупи Бирач, про яку існують писемні свідчення з 1219 р., які сьогодні зберігаються в бібліотеці Дубровника. Османська імперія завоювала Власеницю в середині 1463 р., коли це поселення знали під назвою Бирач, яка зберігатиметься до кінця XVIII століття. 1765 року Власениця стала центром кадилука (округу) Кнежина.
У вересні 1878 р. у Власеницю увійшла Австро-Угорська армія. 1905 року ухвалено закон про церковну та шкільну автономію, який наділив громадян правом на використання кириличного письма і правом відкривати школи.
Під час Першої світової війни в районі Власениці дуже часто відбувалися бої. Економічне становище у містечку та його околицях між двома світовими війнами було дуже важким. Лютували голод, туберкульоз, черевний тиф, дизентерія та інші хвороби. Протягом Другої світової війни  (1941—1945 рр.) Власениця входила спочатку у велику жупу Врхбосна, а з 5 липня 1944 р. — у велику жупу Усора-Солі. Містечко переходило з рук у руки різних протиборчих сторін, що не могло не обернутися великими людськими жертвами та матеріальними втратами у великих масштабах. На жаль, остання війна в БіГ теж залишила у цьому місті глибокий слід: велику кількість довоєнних жителів прогнали або знищили, економіку було зруйновано і т. ін.

## Населення

### 1912
Згідно з анотацією на книжку «Bosnischer Bote» («Боснійський вісник», перекладена Фікретом Бахтіяревичем), 1912 року Власениця налічувала 1 917 громадян, серед яких було 1 480 боснійців, 398 сербів, 72 хорватів та 12 євангелістів.

### Останні югославські переписи
| Брадіна      |                |                |                |
| Рік перепису | 1971           | 1981           | 1991           |
| серби        | 1 124 (28,26%) | 1 793 (29,88%) | 2 743 (34,68%) |
| хорвати      | 12 (0,30%)     | 18 (0,30%)     | 26 (0,32%)     |
| босняки      | 2 774 (69,76%) | 3 435 (57,25%) | 4 800 (60,69%) |
| югослави     | 5 (0,12%)      | 578 (9,63%)    | 242 (3,05%)    |
| інші         | 61 (1,53%)     | 176 (2,93%)    | 98 (1,23%)     |
| Всього       | 3 976          | 6 000          | 7 909          |

## Відомі уродженці
- Дервіш Сушич (1925—1990) — письменник, драматург, журналіст, член Академії наук і мистецтв Боснії і Герцеговини (з 1975).